# Кузнецов, Николай Степанович
Никола́й Степа́нович Кузнецо́в (укр. Микола Степанович Кузнецов; 5 декабря 1914, Поселок шахты № 1, область Войска Донского — 30 октября 1998, Киев) — советский футболист, тренер и спортивный функционер. Мастер спорта СССР (1941), Заслуженный тренер УССР (1961), председатель Федерации футбола УССР (1959—1963), член президиума Федерации футбола СССР (1961—1963).

## Футбольная биография

### Карьера игрока
В футбол начинал играть в городе Сталино, с 1929 года выступал за юношескую команду шахты имени Будённого. В 1932—1933 годах выступал за команды «Металлист» (Рыково) и донецкий «Локомотив». Из коллектива железнодорожников перешёл в луганское «Динамо». С начала 1936 года играл за команду шахты № 9 «Капитальная», а в июле того же года продолжил выступления в командах Закавказского индустриального института и тбилисском «Локомотиве».
В мае 1937 года, Кузнецов возвращается в Сталино и становится игроком «Стахановца», выступавшем в группе «В» чемпионата СССР. Николай сразу же попал в основной составе, отыграв все девять поединков турнира. Следующий сезон коллектив из Донбасса начал в группе «А» отечественного футбола. В этом сезоне Кузнецов, играя преимущественно в обороне, отличился и своим единственным голом в чемпионатах СССР, поразив на предпоследней минуте матча «Стахановец» — «Зенит» (Ленинград) ворота соперника. В апреле 1941 года, в числе первых игроков команды, ему было присвоено звание мастера спорта СССР. Вскоре чемпионат был прерван началом Великой Отечественной войны. Николай Кузнецов воевал на фронте, был кавалером боевых наград.
После освобождения Донбасса, футболист вернулся в Сталино, где стоял у истоков возрождения футбольной команды, был её играющим тренером и капитаном. В 1945 году возобновился чемпионат СССР, «Стахановец» стартовал во второй группе, где занял итоговое 5 место. А по окончании сезона, Николай Кузнецов, вместе с вратарём Константином Скрипченко и нападающим Олегом Жуковым, были переведены в киевское «Динамо». За команду из столицы Украины, защитник отыграл сезон 1946 года, в ряде матчей был капитаном команды.

### Карьера тренера
С 1947 года Николай Степанович назначается на должность начальника команды «Динамо (Киев)». В 1951 году возглавляет киевский армейский клуб, после чего снова возвращается на прежнюю должность в динамовский коллектив. С 1953 до июля 1959 года работает старшим тренером и начальником команды Киевского окружного дома офицеров (ОДО).
В 1959 году, высший футбольный орган власти республики получает статус Федерации. Первым Председателем Федерации футбола УССР стал Николай Степанович Кузнецов. Кроме того, в 1961—1963 годах он также входил в состав Президиума Федерации футбола СССР.
С августа 1963 года снова работает с футбольными коллективами на должности начальника команды, сначала во львовских «Карпатах», а с августа 1964 года в луганской «Заре». В 1967 году — старший тренер «Буковины».
В 1968 году Кузнецов возглавляет команду «Политотдел» из Ташкентской области. Коллектив опекал один из передовых колхозов Узбекистана, который возглавлял этнический кореец, дважды герой социалистического труда Иван Тимофеевич Хван. Тренер пригласил в команду ряд опытных футболистов, Кирилла Доронина, Валерия Фадеева из московского «Динамо», спартаковца Ивана Варламова. Впрочем особых задач перед командой не ставилось и по окончании сезона Николай Степанович возвращается на Украину.
С началом сезона 1969 года тренирует винницкий «Локомотив», но уже в июне оставляет свой пост и в августе приступает к обязанностям начальника команды в черниговской «Десне», а затем в течение двух лет занимает аналогичную должность в «Спартаке» из Сум. В 1974—1976 годах возглавляет хмельницкое «Динамо», после чего возвращается в украинскую столицу, где в течение 1977—1979 годов работает директором футбольной школы «Динамо» (Киев). Последней командой в карьере тренера и функционера стал клуб второй лиги «Океан» (Керчь), в котором Николай Степанович исполнял уже привычные для себя обязанности начальника команды.